# Baia Paradiso
La Baia Paradiso o Porto Paradiso è un porto naturale della Costa di Danco, nella penisola Antartica.
La baia è protetta a nord dall'isola di Lemaire e a ovest dall'isola di Bryde ed è in comunicazione con la parte sudoccidentale dello stretto di Gerlache.
Sul versante orientale della baia sorgono la base di ricerca argentina Ammiraglio Brown e la base cilena González Videla, entrambe operative dal 1951.